# Machaeropteris receptella
Machaeropteris receptella är en fjärilsart som beskrevs av Walker 1863. Machaeropteris receptella ingår i släktet Machaeropteris och familjen äkta malar.
Artens utbredningsområde är Sri Lanka. Inga underarter finns listade i Catalogue of Life.